# Rene Toft Hansen
René Toft Hansen (1º novembre 1984) è un pallamanista danese.

## Palmarès

### Olimpiadi
- Oro (Rio de Janeiro 2016)

### Mondiali
- Argento (Svezia 2011; Spagna 2013)

### Europei
- 2 medaglie:
  -  Oro (Serbia 2012)
  -  Argento (Danimarca 2014)